# Entreguismo
Entreguismo, também chamado no Brasil de cosmopolitismo, em sentido estrito, é uma forma pejorativa de designar uma corrente ou prática político-ideológica de entregar recursos naturais de uma nação para exploração por entidades, empresas etc. de outro país e de capital internacional. É um dos instrumentos de auto-reprodução de uma sociedade de elite, e de manutenção da acumulação entravada.
Modernamente o entreguismo consiste na desnacionalização sistemática da indústria, especialmente de setores considerados por determinados segmentos ideológicos e políticos como setores-chave da indústria de produção, mediante a transferência de seu controle para capitais estrangeiros. A posterior remessa de lucros decorrente dessa entrega se constitui numa das parcelas da expatriação do excedente econômico de um país, e a delegação do controle administrativo dos setores estratégicos da economia de um país a empresas multinacionais impede o surgimento de forças internas que eliminem os entraves ao seu desenvolvimento, e que alterem a reprodução do status quo.
O termo entreguismo tem suas origens relacionadas às disputas políticas pelo petróleo no Brasil, na década de 1950. Uma das primeiras vezes em que esse termo foi utilizado num documento impresso ocorreu em 1952, num estudo do CEDEPEN.

## Nacionalismo nos países centrais e nos países periféricos
Segundo Bresser-Pereira, o nacionalismo é implícito nos países centrais, onde as elites são nacionalistas, enquanto nos países periféricos, se o nacionalismo não for explícito, logo descamba para o "cosmopolitismo" (no significado do português brasileiro) (JAGUARIBE, 1962), "mentalidade colonial", ou seja, para o entreguismo.. Segundo Bresser-Pereira o nacionalismo foi implícito no Brasil entre 1822 e 1930, e a partir dos anos 1990. O autor resume seu estudo ressaltando que "embora o imperialismo seja inevitável entre países fortes e fracos, ele mudará de características na medida em que esta relação de forças se modificar graças ao nacionalismo dos dominados" (BRESSER-PEREIRA, 2008, p. 192).